# Theta Octantis
Theta Octantis (88 Octantis) é uma estrela na direção da constelação de Octans. Possui uma ascensão reta de 00h 01m 35.85s e uma declinação de −77° 03′ 55.1″. Sua magnitude aparente é igual a 4.78. Considerando sua distância de 221 anos-luz em relação à Terra, sua magnitude absoluta é igual a 0.63. Pertence à classe espectral K2III.